# Cooper T73
Chronologie des modèles (1964)
Cooper T66 Cooper T77
La Cooper T73, évolution de la T66 de 1963, est une monoplace engagée en Formule 1 en 1964. Etrennée par Bruce McLaren lors des 200 miles d'Aintree (hors championnat), elle n'y effectue que quelques tours avant qu'un problème de surchauffe n'entraîne son abandon.
Utilisée durant la saison 1964 par l'équipe officielle, la T73 ne remportera cependant aucune course, ses meilleurs résultats en championnat du monde étant les deux secondes places obtenues par McLaren aux Grands Prix de Belgique (la victoire lui échappant à cause d'une panne électrique juste avant l'arrivée) et d'Italie.
En 1965, la T73, remplacée par la T77, ne courut qu'à une seule reprise au sein de l'équipe officielle Cooper, mais certaines écuries privées l'utilisèrent jusqu'en 1966.